# Sanahin
Klášterní komplex Sanahin leží v arménské provincii Lorri na zalesněných svazích hory Tchantinler, v ohybu řeky Dzogaret, jihozápadně od kláštera Haghpat, poblíž městečka Alaverdi. V blízkosti je rovněž stejnojmenná vesnice. Klášter byl patrně postaven na místě raně křesťanského kostela ze 4. až 5. století. Jako klášter byl založen roku 966. Do dnešních dob se dochovaly tři chrámy, budova akademie, knihovna a zvonice. Celý komplex je obklopen obrannou zdí.
V centru kláštera stojí chrám Matky Boží, založený roku 930. Tvoří jej kopulí zastřešená hala se čtyřmi rohovými místnostmi. Samotná kopule je pozdějšího data (18. století). Neobyčejné je originální řešení kopule nejen s ohledem na tvar, ale na skutečnost, že v nosnících jsou vytesány zvířecí motivy, jejichž symbolika není zcela jasná.
Vedle tohoto chrámu zahájila královna Xosrovanowš, manželka krále Ašóta III. Milosrdného, stavbu chrámu Spasitele, který věnovala svým synům Smbatovi a Gurgenovi, kteří jsou také vyobrazeni na tympanonu východní fasády. Tento chrám má stejné disposice jako chrám Matky Boží, ale je podstatně větší. Kopule chrámu byla zcela přestavěna v roce 1184.

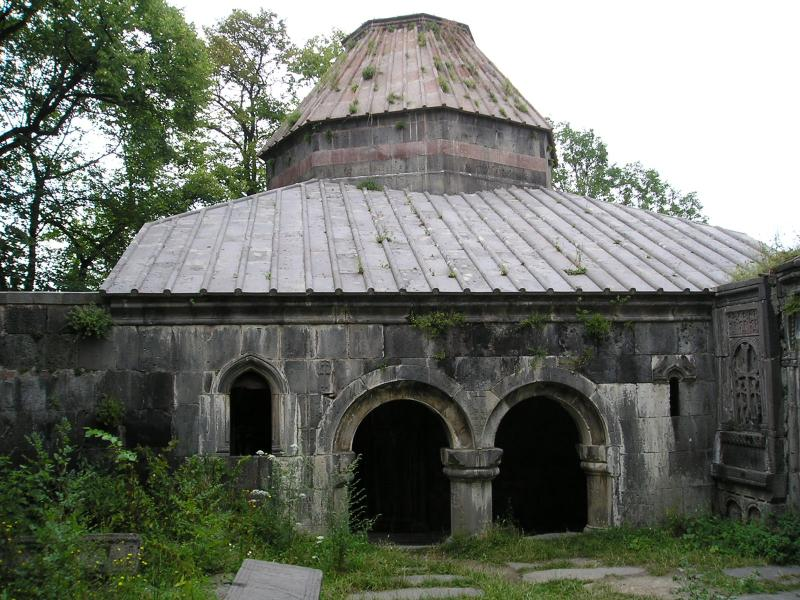
Sanahin – klášterní knihovna

Kaple sv. Gregorije pochází z roku 1061. Je to malá kruhová kaple stojící na východní straně komplexu. Jednou z nejzajímavějších staveb kláštera je knihovna (1063). Má čtvercový půdorys a střecha je nesena diagonálními oblouky spočívajícími na čtyřech sloupech.
Ze stejné doby je i budova spojující dva hlavní kostely. Zde sídlila univerzita, kde učili přední arménští učenci. Sanahin byl totiž ve středověku důležitým vzdělávacím a literárním centrem, který hrál významnou roli v rozvoji duchovního a kulturního života celé Arménie. Proslulá byla zejména iluminační a kaligrafická škola.
Stavební ruch v klášteře, patrně v důsledku invaze Seldjuků, se koncem 11. století zpomalil, nicméně drobné úpravy pokračovaly i v průběhu 12. století. Pozdějšími nájezdy byla valná část kláštera zničena. Dnes již neexistují obydlí mnichů, chrám sv. Jana, ubytovny poutníků ani hrobka krále Kiurikijana. Třípatrová zvonice pochází až ze století osmnáctého.